# Mały Bolcik
Mały Bolcik (biał. Малы Болцік, Mały Bołcik, ros. Малый Болтик, Małyj Bołtik, Малый Болыцик, Małyj Bołycyk, Малый Больцик, Małyj Bolcyk, Болыцик Малый, Bołycyk Małyj) – jezioro na Białorusi, w obwodzie mińskim, w rejonie miadzielskim. Położone jest 31 km na północny zachód od miasta Miadzioł, 17 km od granicy białorusko-litewskiej, ok. 1,1 km na północny wschód od wsi Jacyny. Według niektórych źródeł należy do Bołduckiej Grupy Jezior, według innych − jedynie leży w jej sąsiedztwie. Stanowi część dorzecza Straczy. Leży na terenie Naroczańskiego Parku Narodowego.

## Charakterystyka

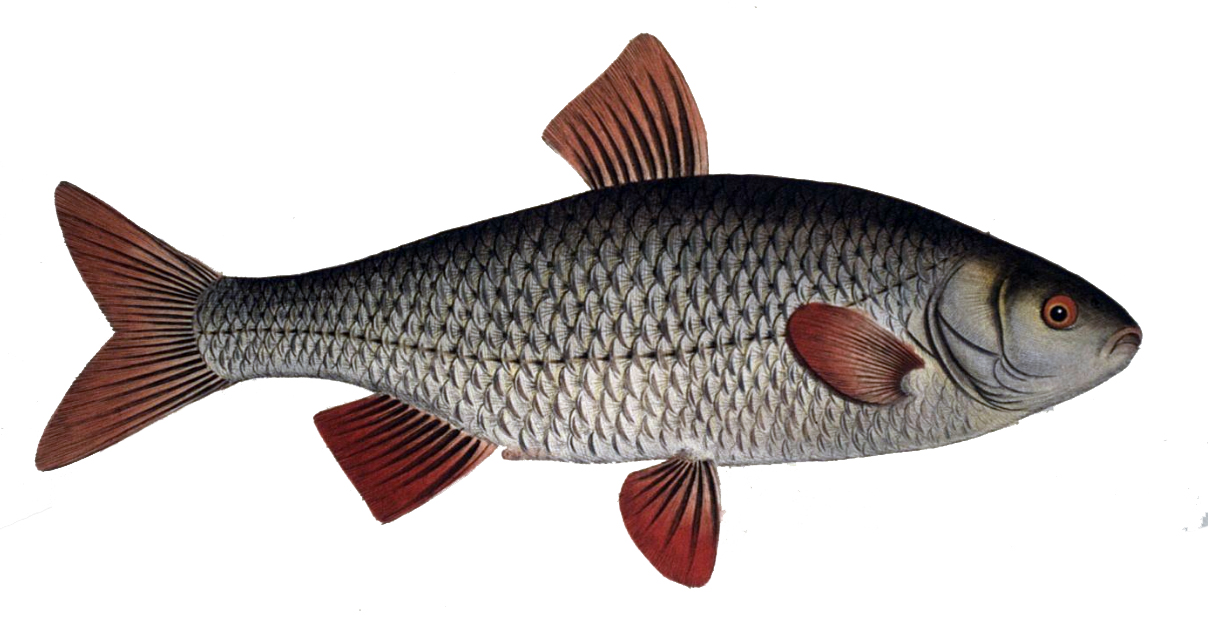
Płoć − jeden z gatunków ryb występujących w jeziorze

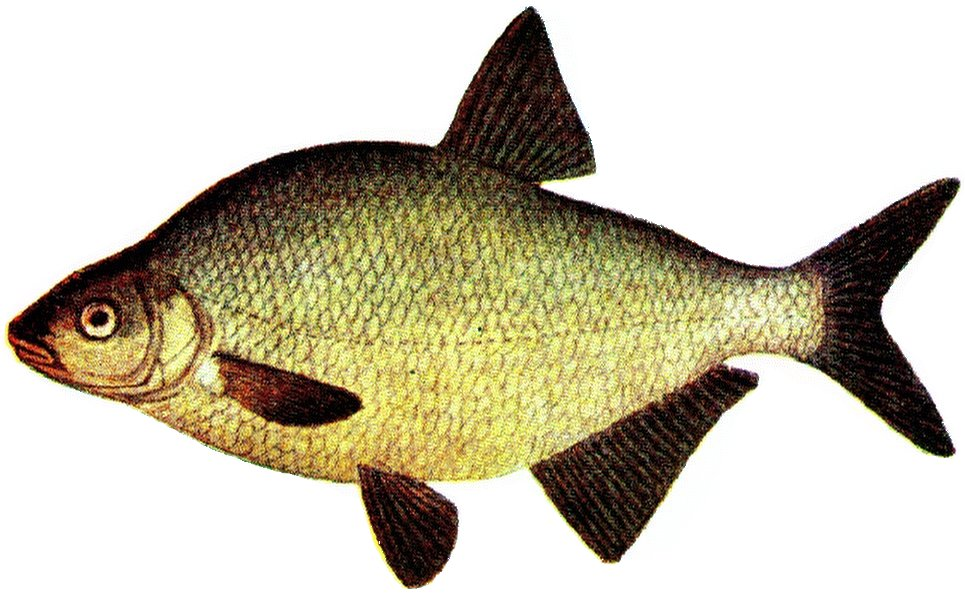
Leszcz − jeden z gatunków ryb występujących w jeziorze

Mały Bolcik jest jeziorem przepływowym, dimiktycznym. Jego powierzchnia wynosi 0,03 km², długość − 0,3 km, szerokość maksymalna − 0,13 km, szerokość średnia − 0,11 km, głębokość maksymalna − 6 m, głębokość średnia − 2,8 m, długość linii brzegowej − 0,68 km (według innego źródła powierzchnia wynosi 0,01 km², długość − 0,12 km, największa szerokość − 0,09 km, długość linii brzegowej − około 0,32 km). Zlewnia jeziora jest pagórkowata ze stokami o wysokości 10−15 m, w większej części porośnięta lasem lub krzewami, miejscami bagnista. Linia brzegowa ma kształt owalu. Brzeg południowy jest wysoki i zlewa się ze stokiem, pozostałe niskie, bagniste. Brzeg południowo-zachodni pokryty jest płem. Strefa przybrzeżna jest wąska, piaszczysto-mulista. Woda charakteryzuje się czystością i wysoką przejrzystością, a także ciemno-szmaragdową barwą. Jezioro zarasta słabo (według innego źródła − umiarkowanie). Nie ma dopływów, od strony północnej wypływa z niego strumień wpadający do jeziora Wielki Bolcik. W jeziorze występują okoń, płoć, leszcz i inne ryby.

### Charakterystyka hydrobiologiczna
W wyniku badania przeprowadzonego 25 marca 2010 roku, z fitoplanktonu jeziora Mały Bolcik wymieniono przedstawicieli czterech gromad: sinice − Aphanizomenon flos-aquae, kryptomonady − Cryptomonas curvata, złotowiciowce − Dinobryon sociale, zielenice − Schroederia setigera. Ogólna liczebność fitoplanktonu wynosiła 52,96 mln komórek na litr. Biomasa substancji surowej wynosiła 2,20 mg/l. Wśród bakterioplanktonu wykryto organizmy o średniej objętości komórki w granicach 0,10±0,03 μm³. Ich liczebność wynosiła 1,89±0,96 mln komórek na litr. Biomasa substancji surowej wynosiła 0,18±0,06 mg/l.

### Charakterystyka hydrochemiczna
Woda jeziora Mały Bolcik ma klasę wodorowęglanową grupy wapniowej pierwszej klasy. Jest średnio zmineralizowana:
| pH   | zawiesina (mg/l) | NH4(+) (mg/l) | NO3(-) (mg/l) | NO2(-) (mg/l) | PO4(3-) (mg/l) | Pcałk. (mg/l) | SO4(2-) (mg/l) | Cl(-) (mg/l) | HCO(3-) (mg/l) | Ca(2+) (mg/l) | Mg(2+) (mg/l) | K(+) (mg/l) | Na(+) (mg/l) | Całkowita mineralizacja (mg/l) |
| ---- | ---------------- | ------------- | ------------- | ------------- | -------------- | ------------- | -------------- | ------------ | -------------- | ------------- | ------------- | ----------- | ------------ | ------------------------------ |
| 7,87 | <5               | 0,15          | 0,15          | <0,005        | <0,005         | 0,014         | 8,3            | 2,7          | 213,2          | 51,9          | 12,9          | 0,64        | 1,66         | 292,1                          |

## Turystyka i rekreacja
Jezioro znajduje się na terenie Naroczańskiego Parku Narodowego, w strefie regulowanego użytkowania. Nie jest wykorzystywane w celach rekreacyjnych. Przewidywany jest rozwój turystyki ekologicznej. Wędkarstwo amatorskie jest bezpłatne.

## Historia
Jezioro w latach 1922−1939 znajdowało się na terytorium II Rzeczypospolitej. W 1932 roku otaczał je las majątku Komarowszczyzna.

## Legendy
Istnieje kilka legend zapisanych przez Walerija Iwanowa, dotyczących powstania jeziora Mały Bolcik, Wielki Bolcik i znajdującego się w ich pobliżu źródła.
Według jednej z nich, pięćset-siedemset lat temu w okolicach obecnego jeziora mieszkał leśnik-wdowiec z jedynym synem Janką. Chłopiec w wieku 17 lat wybrał się na polowanie. Tuż przed zachodem słońca zauważył pięknego łosia, do którego oddał strzał z łuku. Strzała odbiła się jednak od gałęzi dębu i jedynie raniła zwierzę. Idąc za śladem krwi, Janka odnalazł łosia nad brzegiem jeziora. Ten przemówił do niego ludzkim głosem, prosząc, by go nie zabijał, obiecując w zamian długie i szczęśliwe życie. Chłopiec obiecał oszczędzić łosia, wówczas ten uderzył lewym kopytem w ziemię, z której trysnęły źródła o niezwykłej czystości i sile. Zwierzę zapewniło Jankę, że każdy łyk z tego źródła przedłuży mu życie o dwa miesiące. Prosił go też, by pokazywał je tylko dobrym ludziom z czystym sercem. Po latach Janka ożenił się z piękną Alesią. Urodził im się syn Kanstancin, a od jego imienia nazwano wieś, w której on jako pierwszy osiedlił się wraz ze swoją rodziną. Następnie zbudowano tam drogę Połock-Wilno. Źródło zaś dało życie dużemu i pięknemu jezioru.
Druga legenda mówi o sąsiadach-chłopach Bołduku i Bołduczycy, którzy konkurowali między sobą, kto wykopie piękniejsze jezioro. W wyniku działania cudów i wpływu sił nieczystych, ich zmagania zaowocowały powstaniem Bołduckiej Grupy Jezior. Konflikt zakończył się zgodą i pojednaniem sąsiadów. Aby je uczcić, Bołduk i Bołduczyca utworzyli jeszcze jedno jezioro, które było najpiękniejsze − Bolcik.
Według trzeciej legendy pewnego dnia złodziej ukradł Bogu koronę, w której osadzone były magiczne kamienie szlachetne. Były to kryształy poznania − kto zakładał koronę za zgodą, ten otrzymywał dostęp do wiedzy, lecz zakładanie jej bez zgody było niebezpieczne. Kamienie nie zechciały być w rękach złodzieja i zaczęły wypadać z korony. Pierwsze wypadły agat, szmaragd i ich złota oprawa. Upadłszy na ziemię, spowodowały pojawienie się jezior Mały Bolcik, Wielki Bolcik i Złotego Źródła z żywą wodą.